# Parti jeunes musulmans
Le Parti jeunes musulmans (PJM) était un parti politique belge fondé en 2004. Issu du Mouvement des jeunes musulmans (2002), son programme annonce défendre les valeurs de l'islam et son intégration dans le respect de ses traditions, et lutter contre les discriminations de la part de l'État à l'égard des musulmans belges. Le parti n'a plus d'activités depuis 2010, et son dirigeant a quitté la scène politique et la région bruxelloise en 2012 pour prendre sa retraite en Wallonie.

## Scission du Parti citoyenneté et prospérité
Son dirigeant et idéologue est Jean-François Bastin, dit Abdullah Abu Abdulaziz Bastin, Belge converti à l'islam, déjà fondateur en 2002 du Parti citoyenneté et prospérité (PCP), lequel a participé aux élections législatives fédérales de 2003 et qu'il a quitté à la suite de dissensions internes.

## Premières participations électorales (2004, 2006, 2007)
Présent uniquement en Région de Bruxelles-Capitale, le PJM se présente aux élections régionales du 13 juin 2004, pour le Conseil de la Région Bruxelles-Capitale, et obtient un score de 1,08 % des voix du groupe linguistique francophone, soit 4214 voix, ce alors qu'une autre liste de même nature, celle du Parti citoyenneté et prospérité, se présente également à cette élection et obtient un score équivalent.
Il participe ensuite aux élections communales de 2006 à Anderlecht et à Molenbeek-Saint-Jean.
Liste des candidats à Anderlecht
1. Jean-François Bastin
2. Marie-Claude Evrard
3. Ahmed Laaroussi
4. Anass Zerhouni
5. Ayse Onay

Liste des candidats à Molenbeek-Saint-Jean
1. Abdulaziz Bastin
2. Karima Berrou
3. Claude Declerck
4. Hayat Karioui
5. Farid Ghazal
6. Naïma Berou

En 2007, il présente une liste à la Chambre pour l'arrondissement de Bruxelles-Hal-Vilvorde.

## Élections régionales bruxelloises de 2009
Aux élections régionales bruxelloises de juin 2009, une nouvelle liste intitulée Musulmans.be agrège les éléments du PJM et du parti islamique Noor, qui avait présenté une liste (un candidat effectif et trois suppléants) aux législatives fédérales de 1999 et de 2003 dans l'arrondissement de Bruxelles-Hal-Vilvorde et obtenu 0,02 % des voix (1 244 en 1999 et 1 141 en 2003). 

## Élections législatives de 2010
Le PJM et Musulmans.be ne présentent pas de liste aux élections législatives fédérales anticipées de juin 2010, au contraire de la liste "Égalité", présente dans l'arrondissement de Bruxelles-Hal-Vilvorde. Dans la circonscription de Liège, comme en 2003, un autre parti musulman est présent, le Mouvement pour l'éducation (MPE), dirigé par Mohamed Saïd Guermit, professeur de religion islamique à Verviers et trésorier du Conseil supérieur des musulmans de Belgique, un des ancêtres de l'Exécutif des musulmans de Belgique.

## Résultats électoraux comparés
À chacune des élections auxquelles ont participé depuis 1999 Noor, le PJM, le PCP, Musulmans.be, le MPE et leurs homologues flamands, des candidats individuels s'autodéfinissant comme musulmans mais présents sur des listes traditionnelles et refusant le concept même de ces listes d'inspiration islamique ont obtenu des scores individuels supérieurs aux scores totaux de ces listes, et plusieurs siègent dans des assemblées parlementaires belges, au niveau régional comme au niveau fédéral. 

## Projet politique
Le parti axait son projet politique sur quatre thèmes touchant la seule communauté musulmane: l'enseignement, l'emploi, le logement, les pratiques communautaires. On trouve notamment parmi ses revendications, la réintroduction de la séparation des filles et garçons durant les cours de gymnastique, ou la mise à l'écart des traditions chrétiennes comme la Saint-Nicolas dans les écoles des réseaux publics (communautaire francophone et communal), l'autorisation du port du foulard et la mise à disposition pour les élèves musulmans de repas halal dans les écoles. Les 10 et 17 septembre 2005, le PJM a participé à deux manifestations européennes contre l'homoparentalité, la première organisée par des catholiques conservateurs et la seconde par un comité présidé par Alain Escada, personnalité d'extrême droite soutenue dans ce dossier par des parlementaires CDH, MR et CD&V,. Dans sa campagne 2007, il met l'accent sur l'"écologie cosmique".
Sur les affiches créées pour les législatives 2007 figurent trois candidats: Bastin père et fils, ainsi qu'une femme méconnaissable dont le visage a été masqué par le texte "Le PJM à la Chambre". Jean-François Bastin a déclaré dans une interview vidéo que c'est la candidate elle-même qui aurait demandé à ne pas être reconnaissable sur l'affiche. En Belgique, la loi oblige les listes à être composées à parité de genres, et sur les trois premiers candidats d'une liste (proportionnelle) il ne peut y en avoir plus de deux du même sexe, l'insertion de femmes sur la liste résulte donc d'une obligation légale: "Si nous les avons placées en nombre égal à celui des hommes, c'est évidemment pour répondre aux injonctions de la parité, qui sont pour un parti musulman authentiquement respectueux de la femme, on l'aura compris, plus contraignantes encore que pour les autres partis (qui s'y connaissaient - qui s'y connaissent toujours - en fait de machisme).".